# Calocarcelia minima
Calocarcelia minima là một loài ruồi trong họ Tachinidae.